# チェッポ・モレッリ
チェッポ・モレッリ（伊: Ceppo Morelli）は、イタリア共和国ピエモンテ州ヴェルバーノ・クジオ・オッソラ県にある、人口約400人の基礎自治体（コムーネ）。

## 地理

### 位置・広がり
| 隣接するコムーネは以下の通り。括弧内のVCはヴェルチェッリ県、CH-VSはスイス・ヴァレー州所属を示す。 - アントローナ・スキエランコ - バンニオ・アンツィーノ - カルコーフォロ (VC) - マクニャーガ - Saas Almagell (CH-VS) - ヴァンツォーネ・コン・サン・カルロ |

## 行政

### 分離集落
チェッポ・モレッリには、以下の分離集落（フラツィオーネ）がある。
Borgone, Campioli, Canfinello, Croppo, Mondelli, Prequartera